# Дивизия «Витторио-Венето»
Дивизия «Витторио-Венето» (итал. Divisione "Vittorio Veneto") — общевойсковое соединение Сухопутных войск Италии.
Дивизия включает в себя кавалерийскую бригаду «Поццуоло-дель-Фриули», танковую бригаду «Ариете», аэромобильную бригаду «Фриули» и парашютно-десантную бригаду «Фольгоре». Дислокация формирований охватывает области северной Италии: Венеция, Тоскана, Ломбардия, Эмилия-Романья и Фриули — Венеция-Джулия.

## История
Дивизия «Витторио-Венето» наследует традиции 20-й пехотной дивизии «Фриули» (20ª Divisione fanteria «Friuli»). Дивизия была создана 15 июля 2013 года в казармах «Предиери» (Caserma «Predieri») в рамках реорганизации Вооружённых сил и с 1 октября того же года дивизия унаследовала материальную базу 1-го командования сил обороны, базировавшихся в Витторио-Венето.
Первоначально именовалась как Дивизия «Фриули» в момент возрождения 15 июля 2013 года. 1 июля 2019 года соединение переименовано в Дивизию «Витторио-Венето» в честь победы в Битве при Витторио-Венето в которой итальянские войска одержали победу над ВС Австро-Венгрии

## Структура

### 2022 год
- Дивизия «Витторио-Венето» (Divisione «Vittorio Veneto»), Флоренция, область Тоскана
- Полк материально-технического обеспечения (Reggimento comando e supporto logistico «Friuli»)
  -  Кавалерийская бригада «Поццуоло-дель-Фриули» (Brigata di cavalleria «Pozzuolo del Friuli»), Гориция, область Фриули — Венеция-Джулия[4]
    - Отдел управления и связи (Reparto comando e supporti tattici «Pozzuolo del Friuli»), Гориция, область Фриули — Венеция-Джулия
    - 4-й разведывательный полк «Генуэзская кавалерия» (Reggimento «Genova Cavalleria» (4º)), Пальманова, область Фриули — Венеция-Джулия. Оснащение: Чентауро
    - Полк морской пехоты «Серениссима» (Reggimento lagunari «Serenissima»), Местре, область Венеция. Оснащение: AAV7, VTLM Lince
    - Конноартиллерийский полк «Voloire» (Reggimento artiglieria a cavallo), Верчелли, область Пьемонт. Оснащение: FH70
    - 3-й инженерно-сапёрный полк (3º Reggimento genio guastatori), Удине, область Фриули — Венеция-Джулия
    - Полк материально-технического обеспечения (Reggimento logistico «Pozzuolo del Friuli»), Ремандзакко, область Фриули — Венеция-Джулия

  -  Танковая бригада «Ариете» (132ª Brigata corazzata «Ariete»), Порденоне, область Фриули — Венеция-Джулия[5]
    - Отдел управления и связи (Reparto comando e supporti tattici «Ariete»), Порденоне, область Фриули — Венеция-Джулия
    - 5-й разведывательный полк «Уланы Новары» (Reggimento «Lancieri di Novara» (5º)), Кодройпо, область Фриули — Венеция-Джулия. Оснащение: Чентауро
    - 32-й танковый полк (32º Reggimento carri), Спилимберго, область Фриули — Венеция-Джулия. Оснащение: Ариете
    - 132-й танковый полк (132º Reggimento carri), Корденонс, область Фриули — Венеция-Джулия. Оснащение: Ариете
    - 11-й берсальерский полк (11º Reggimento bersaglieri), Орченико Супериоре, область Фриули — Венеция-Джулия. Оснащение: БМП Дардо
    - 132-й артиллерийский полк «Ариете» (132º Reggimento artiglieria corazzata «Ariete»), Маниаго, область Фриули — Венеция-Джулия. Оснащение: PzH 2000
    - 10-й инженерно-сапёрный полк (10º Reggimento genio guastatori), Кремона, область Ломбардия
    - Полк материально-технического обеспечения (Reggimento logistico «Ariete»), Маниаго, область Фриули — Венеция-Джулия

  -  Воздушно-десантная бригада «Фольгоре» (Brigata paracadutisti «Folgore»), Ливорно, область Тоскана[6]
    - Отдел управления и связи (Reparto comando e supporti tattici «Folgore»), Ливорно, область Тоскана
    - 3-й разведывательный полк «Савойская кавалерия» (Reggimento «Savoia Cavalleria» (3º)), Гроссета, область Тоскана. Оснащение: Чентауро
    - 183-й парашютно-десантный полк «Нембо» (183º Reggimento paracadutisti «Nembo»), Пистоя, область Тоскана. Оснащение: VTLM Lince
    - 186-й парашютно-десантный полк «Фольгоре» (186º Reggimento paracadutisti «Folgore»), Сиена, область Тоскана. Оснащение: VTLM Lince
    - 187-й парашютно-десантный полк «Фольгоре» (187º Reggimento paracadutisti «Folgore»), Ливорно, область Тоскана. Оснащение: VTLM Lince
    - 185-й артиллерийский полк (185º Reggimento artiglieria paracadutisti «Folgore»), Браччано, область Лацио. Оснащение: 105-мм гаубица M56
    - 8-й инженерно-сапёрный полк (8º Reggimento genio guastatori paracadutisti «Folgore»), Леньяго, область Венеция
    - Полк материально-технического обеспечения «Фольгоре»(Reggimento logistico «Folgore»), Пиза, область Тоскана
    - Центр парашютно-десантной подготовки (Centro addestramento paracadutismo), Пиза, область Тоскана